# Ostrówek (powiat inowrocławski)
Ostrówek – wieś w Polsce, położona w województwie kujawsko-pomorskim, w powiecie inowrocławskim, w gminie Kruszwica.

## Podział administracyjny
W latach 1975–1998 miejscowość położona była w województwie bydgoskim, nad jeziorem Gopło.

## Demografia
Według Narodowego Spisu Powszechnego (III 2011 r.) wieś liczyła 102 mieszkańców. Jest 40. co do wielkości miejscowością gminy Kruszwica.

## Zabytki
Według rejestru zabytków NID na listę zabytków wpisany jest zespół dworski z 2 poł. XIX w., nr rej.: 92/A z 18.12.1981:
- dwór (ruina)
- park, XIX  w.

## Współczesność
W styczniu roku 2011 w wyniku gwałtownych roztopów wystąpiły z brzegów wody jeziora Gopło. W ten sposób dotychczasowy półwysep, na którym leży Ostrówek, przekształcił się w wyspę, a jego mieszkańcy zostali odcięci od lądu. Na pomoc skierowano żołnierzy.
Na trasie Ostrówek-Złotowo pływa prom linowy Ostrówek II o nośności 30 t, czynny w godz. 5.30-21.00 (transport jest bezpłatny i odbywa się w trybie ciągłym). Jest to jedna z 2 w Polsce śródlądowych przepraw przez jezioro. W 2013 r. prom był remontowany ze względu na niezadowalający stan techniczny.
We wsi działa OSP (Ochotnicza Straż Pożarna) dysponująca remizą strażacką.